# Naufragiul Titanicului

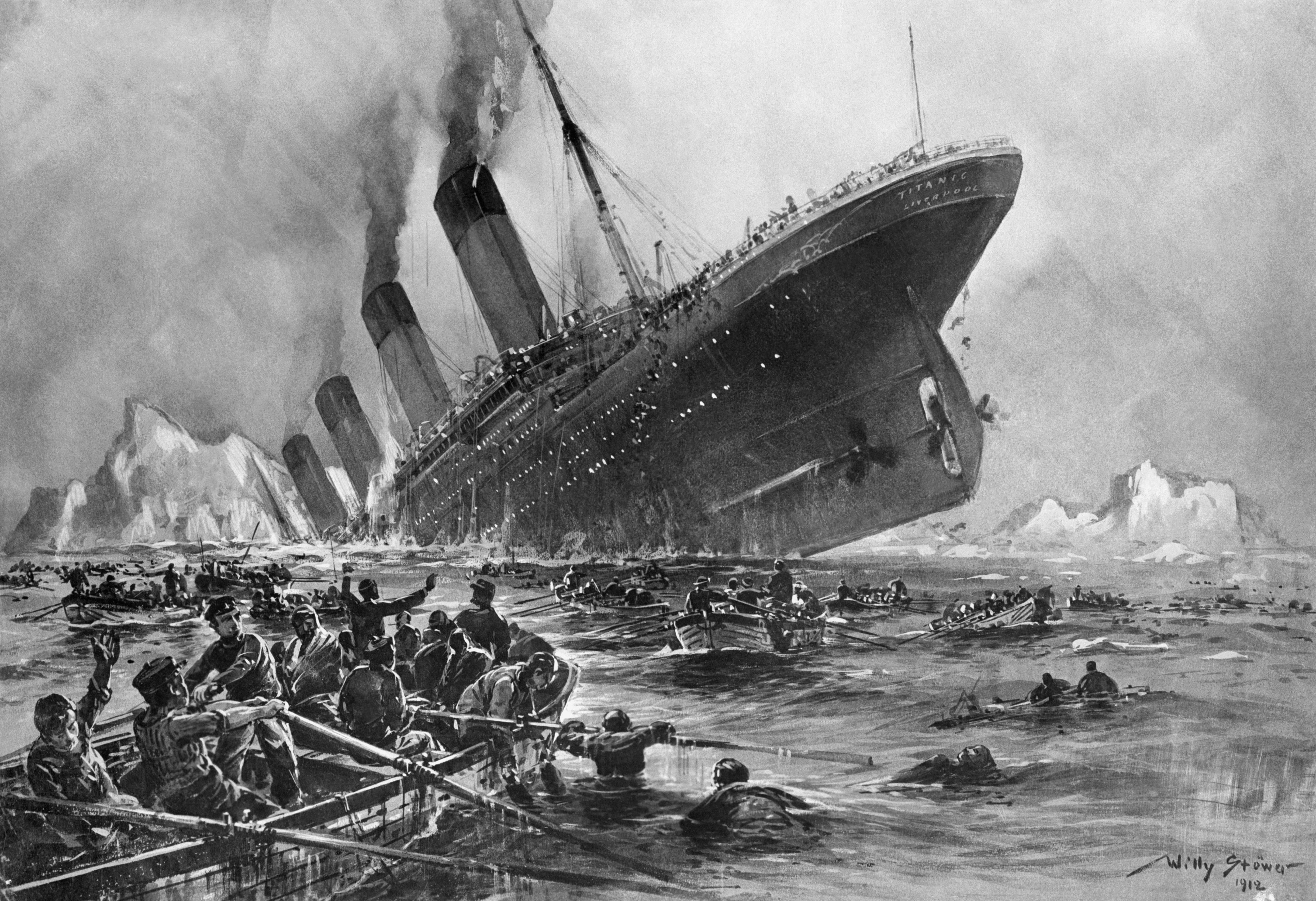
Scufundarea Titanicului de Willy Stöwer, 1912

Naufragiul navei RMS Titanic a avut loc în noaptea de 14 spre 15 aprilie 1912 în Atlanticul de Nord, la patru zile de la începerea călătoriei sale inaugurale, de la Southampton, Regatul Unit, cu destinația New York, SUA. Fiind cel mai mare pachebot în serviciu din acea perioadă, Titanicul avea 2.208 de persoane la bord atunci când s-a lovit de un aisberg, în jurul orei 23:40 (ora locală a navei), duminică, 14 aprilie 1912. S-a scufundat două ore și patruzeci de minute mai târziu, la ora locală 02:20 (05:18 GMT), pe data de 15 aprilie 1912. În urma naufragiului și-au pierdut viața 1.496 persoane, într-unul dintre cele mai cumplite dezastre maritime pe timp de pace.
În total, au fost salvați 712 pasageri și membri ai echipajului. Majoritatea persoanelor au murit din cauza hipotermiei, deoarece temperatura apei oceanului era de -2°C, pragul de îngheț al apei de mare cu o salinitate de 35‰. La o oră și jumătate după ce Titanicul s-a scufundat, nava RMS Carpathia a ajuns la locul tragediei și a preluat supraviețuitorii din bărci. Accidentul a stârnit o largă revoltă publică. După naufragiul din 1912, a fost adoptată Convenția internațională pentru ocrotirea vieții omenești pe mare.
Cu o zi înainte de dezastru, pe 14 aprilie, Titanic a primit 7 avertismente de gheață de la diferite nave care traversau Atlanticul de Nord, dar, în ciuda acestui fapt, pachebotul a continuat să navigheze cu aproape viteza maximă de 22,5 noduri (41,67 km/h). Vitezele mari în apele acoperite de gheață în derivă erau o practică obișnuită la acea vreme. Se aștepta ca observatorii de pe situl Mars să poată observa obstacolul de la distanță și ca pachebotul să schimbe rapid cursul. Când a fost observat un munte de gheață chiar în fața sa, în ciuda eforturilor echipei, Titanic nu a reușit să schimbe rapid cursul. Partea de tribord a pachebotului a lovit partea subacvatică a aisbergului. Nava a primit mai multe găuri sub linia de plutire, cu o lungime totală de 90 de metri. Cala Titanicului era împărțită în 16 compartimente, dintre care primele 5 au fost găurite, iar nava a început să se scufunde încet.
După miezul nopții, căpitanul Edward John Smith a ordonat începerea evacuării, transmițând semnale de ajutor și lansând rachete de semnalizare pentru a atrage atenția navelor din apropiere. Evacuarea a fost prost organizată, iar echipajul navei nu era pregătit pentru această situație de urgență. Bărcile de salvare au fost lansate la apă pe jumătate goale, deși abia dacă era suficient spațiu pentru jumătate din persoanele aflate la bord.